# Strelci
Strelci so naselje v Občini Markovci.
Strelci so obcestno naselje ob magistralni cesti Ptuj - Ormož. Kmetje se ukvarjajo predvsem z živinorejo in poljedelstvom, v bližini je precej borovih gozdov in velik ribnik.